# Наоки Урасава
Наоки Урасава (транслит. ; Фучу, 2. јануар 1960) јапански је цртач стрипова и музичар. Почео је да црта манге од своје четврте године, и током каријере често радио на два серијала истовремено. За Урасаву је речено да је један од аутора који су променили историју стрипова у Јапану. Освојио је велики број награда, укључујући Шогакуканову награду за манге коју је освојио три пута, Културолошку награду „Тезука Осаму” коју је освојио два пута и Коданшину награду за манге. Закључно са децембром 2021. године, продато је преко 140 милиона примерака његових манги.
Урасавин први велики допринос је био илустровање акционог серијала Ананас армија (1985-1988) аутора Казује Куда. Први серијал који је сам написао и илустровао је била спортска манга Јавара! (1986-1993), која је такође била и његов први велики успех. Потом је илустровао авантуристички серијал Мајстор Кеатон (1988-1994), који су написали Хокусеј Кацушика и Такахаши Нагасаки, и креирао спортску мангу Хепи! (1993-1999). Његов трилер Чудовиште (1994-2001) је био његова прва манга која је постигла интернационални успех, који се наставио са научнофантастичном мистеријом Дечаци 20. века (1999-2006), као и са серијалом Плуто (2003-2009) која је алтернативна верзија јако успешног серијала Осамуа Тезуке Астробој. Његов следећи велики пројекат био је серијал Били Бет (2008-2016). Направио је још две кратке манге које су наставак серијала Мајстор Кеатон и Муџируши: Знак из снова, након којих је започео свој најновији серијал Асадора! (2018- ).

## Младост
Урасава је навео Осамуa Тезуку као једног од својих хероја, специфично његову мангу Феникс. Поглавља из Тезукиног серијала Астробој, „Највећи робот на свету” и „Вештачко Сунце” су му била прва искуства са мангама кад је имао четири или пет година. У то време је по први пут и почео да црта манге, а кад је имао осам година завршио је своју прву комплетну причу.  У то доба Урасава је видео разлику између његових радова и радова „правих манга цртача”. Такође је рекао да је могао да идентификује манге које су биле „комерцијализоване” и направљене само ради зараде, што он није желео да ради и због чега је одустао од идеје да постане професионални цртач манги, те завршио Мејсеј Универзитет са дипломом у економији.

## Каријера

### Почетак каријере и успех (1982—2009)
Када је Урасава отишао на интервју са издавачком кућом Шогакукан, одлучио је да понесе своје манге чисто из радозналости. Један од уредника који је радио за манга ревију Weekly Shōnen Sunday му није пружио прилику, али главни уредник часописа Big Comic Original је стицајем околности био у пролазу и одлучио да Урасавин рад боље пристаје часопису Big Comic Spirits, и одвео га у њихов уреднички одред. Урасава је потом предао свој необјављени рад Повратак на такмичење нових манга уметника 1982. и победио. Тад је по први пут размишљао да постане професионални манга уметник. Годину дана након победе је упознао Такашија Нагасакија који ће постати његов дугогодишни уредник и колега.
Неко време је радио као асистент, након чега је 1983. објавио своје прво дело Бета! и Плешући полицајац 1984. године. Започео је своје прво серијализовано дело Ананас армија 1985. године у манга ревији Big Comic Original. Он је био илустратор, док је Казуја Кудо био писац. Серијал се завршио 1988. и био подељен у осам танкобона. Док је радио на Ананас армији, започео је мангу Јавара! у недељном часопису Big Comic Spirits 1986. године. Са њом је освојио Шогакуканову награду за манге у општој категорији 1989. године. Исте године манга је адаптирана у филм и анимирани телевизијски серијал. Завршена је 1993. године, са укупно 29 танкобона.
Новембра 1988, када се Ананас армија завршио, Урасава је почео да објављује серијал Мајстор Кеатон у Big Comic Original−у. Он је био илустратор, док је Хокусеј Кацушика био писац. Манга се завршила августа 1994. године и имала 18 танкобона. Анимирана телевизијска адаптација серијала почела је да се емитује 1998. и трајала до 2000. године. Након што је завршио са Јавара! серијалом, Урасава је започео нови соло серијал у часопису Big Comic Spirits. На серијалу Хепи! радио је од 1993. до 1999. године, и на крају је манга имала 23 танкобона. На основу ње су настала два играна филма 2006. године.
Након што је завршио рад на Мајстор Кеатону, Урасава је започео нови оригинални серијал Чудовиште 1994. године. За ову мангу је 1999. године освојио Културолошку награду „Тезука Осаму”, и његову другу Шогакуканову награду за манге у општој категорији 2001. године.  Завршила се у децембру 2001. године, и састоји се од 18 танкобона. Манга је 2004. године адаптирана у анимирани серијал који се емитовао на телевизији. Жуно Дијаз, добитник Пулицерове награде за фикцију, похвалио је Чудовиште и рекао за Урасаву да је „национално благо Јапана”. Након завршетка манге Хепи!, Урасава је почео да ради на серијалу Дечаци 20. века у часопису Big Comic Spirits 1999. године. Ова манга је 2001. освојила Коданшину награду за манге у општој категорији, и његову трећу Шогакуканову награду за манге 2002. године.  Завршила се 2006. и састоји се од 22 танкобона. Прича је добила кратак наставак 2007. под називом Дечаци 21. века који је подељен у два тома. Направљена су три играна филма на основу ове манге 2008. и 2009. године.
Док је радио на серијалу Дечаци 20. века, Урасава је почео да ради на манги Плуто која је адаптација „Највећег робота на свету,” поглавља из Тезукиног серијала Астробој. Манга се серијализовала у часопису Big Comic Original од 9. септембра 2003. до 5. априла 2009, са укупно осам танкобона. Урасави је овај рад донео другу Културолошку награду „Тезука Осаму”. Године 2008, Урасава је почео да ради за Коданшу, у чијем часопису Morning је серијализовао свој нови рад Били Бет. Серијал је излазио од 16. октобра 2008. до 18. августа 2016. и има 20 томова. Исте године, Урасава је почео привремено да предаје на Универзитету Нагоја Зокеј. Иако је требало да предаје групи од пет студента, прихватио је већу групу од петнаест у покушају да створи више „правих уметника”.

### 2010—2019
Урасава је 2010. године заузео десето место на Ориконовом списку уметника који су променили историју манги. Наредне године, радио је сликовници и адаптацији приче „Плач црвеног онија,” аутора Косукеја Хамаде.
Године 2012., почео је да пише наставак Мајстора Кеатона, под називом Мајстор Кеатон Римастер. Када су га питали зашто се вратио серијалу након толико година, Урасава је изјавио да у прошлости није могао да напише причу онако како је желео због ограничења којих је имао због уговора, а и зато што су људи на које су утицали Тохоку земљотрес и цунами из 2011. године рекли да су уживали у серијалу, па је хтео да нешто уради за њих. Објављивао се у часопису Big Comic Original од 2012. до 2014. године, са поглављима сакуљеним у један том. Док је био гост сајму Јапана 2012. у Француској, Урасава је причао о томе како је започео своју манга каријеру, уживо демонстрирао цртање, и извео две песме као музичар, такође је следећег дана наступао заједно са рок бендом Хеменвеј.
Између 2013. и 2014. Урасава је радио је на антологији Старци, објављеној у Шуеишином  часопису. Његов допринос као и допринос 32 друга писца су јула 2015. скупљени у истоимену књигу. Августа 2013. Урасава ја направио своју прву „мангу са чудовиштама” која се звала Каиџу Краљевство. Урасава је такође водитељ документарног серијала Урасава Наоки но Манбен, који се фокусира на различите мангаке и њихове индивидуалне стилове. Оригинално се емитовала 2014. као специјал, па је прва сезона почела у септембру 2015. године. Исте године, емисија је освојила награду за серију године.  Тада је такође радио на причи Музика Ностра која се објављивала у Шуеишином  часопису.
Изложба Урасавиних дела се одржавала у Токију од 16. јануара до 31. марта 2016., након чега је померена у Осаку од 26. новембра до 25. јануара 2017. године. Приказивала је илустрације, оригиналне цртеже, планове за приче као и манге које је Урасава цртао у детињству. Урасава је фебруара 2016. године радио на краткој, обојеној манги под именом Соло Мисија, која је део француске антологије стрипова Тачка кључања. Антологија је објављена у Јапану под именом Тачка окретања септембра 2017. Исте године, радио је на манги од три стране о Британском рок бенду Битлси како путују кроз време. Објављена је на вебсајту радио станице ИнтерФМ897, заједно са телевизијским програмом Ево иду Битлси.
Деветог априла 2017. Урасава је почео да ради као водитељ радио програма са глумцем и комичаром Џунџијем Такадом. Џунџи и Наоки (純次と直樹) емитује се недељом у 17 часова на каналу Нипон Културни Бродкест. Исте године Урасава је започео серијал Муџируши: Знак из снова у колаборацији са Француским музејом Лувр. Серијал је излазио у часопису Big Comic Original од 2017. до 2018. године.
Јануара 2018. Урасава је присуствовао 45. фестивалу стрипа у Ангулему, где је освојио две награде. На фестивалу се такође одржала изложба његових радова пре него што је померена у Париз. Исте године, почео је да ради на манги Асадора! у часопису . Новембарско издање часописа те године добило је специјалну титулу Урасава Џек. Садржало је и његово кратко дело Прелеп дан. Крајем године, Урасава је био водитељ на специјалном радио програму о Осамуу Тезуки.
У 2019. дизајнирао је званични постер за женски маратон одржан у Осаки, и за догађај о класичним аутомобилима намењен за прикупљање прихода за поновну изградњу поседа уништених током земљотреса и цунамија 2011. године. Исте године, у Лос Анђелесу, одржана је прва америчка изложба Урасавиних дела, под именом „Ово је манга — Уметност Наокија Урасаве”. Изложба је трајала до 28. марта 2019., са више од 400 оригиналних цртежа. Урасава је на отварању одржао потписивање књига и дискусију о уметности. Изложба се потом одржавала у Лондону од 5. јуна до 28. јула. Тада је такође номинован за улазак у Ајзнерову дворану славних.

### 2020—данас
У 2020. Урасава је радио на реклами за Самсоните Ред бренд пртљага, и био је изабран да направи званичан постер за Летњу олимпијаду 2020. Потом је по други пут цртао за женски маратон. У јуну направио је постер за 250. годишњицу музичког стваралаштва Лудвига ван Бетовена. Такође се у јулу 2020. појавио у документарном филму о рок бенду Зуно Кеисацу. Урасава је режирао и илустровао спот за сингл Казујошија Саита у марту 2021. који се зове Boy. Децембра 2022. године тумачио је улогу Харуа Сата у филму The Flower in the Sky.

## Стил
Према речима коментатора Фусаноскеа Нацумеа, Урасавин ранији стил имао је карактеристике уметника Шинџија Нагашиме, младог Осамуа Тезуке и Кацухира Отома, за које је сам Урасава рекао да је „Осаму Тезука створио форму, након чега су уследиле карикатуре, па је онда дошао Кацухиро Отомо и направио нови поредак; те да више нема места за измене“. Такође се угледао на француског уметника Жана Жироа и америчког писца Стивена Кинга. Свој јединствени стил, како Нацуме тврди, Урасава је развио радећи на манги Чудовиште, коју је он описао као реалистичном, налик филмским кадровима, са распоредом цртежа слично Отому и гекига уметницима. Нацуме је такође споменуо да многи Урасавини ликови личе на славне глумце. Урасава је рекао да има сличан приступ мангама као продуцент при креирању филма, и сложио се да су његова дела намењена одраслој демографији, признајући да ни као дете није волео манге намењене деци. Додуше, напоменуо је да он као и његов колега Отомо, преферира да се његова дела воде као манге, а не гекиге.
Када су га питали где налази своје идеје, Урасава је рекао „илуструјем целог свог живота. Инспирација је свуда, када уђем у каду, када изађем ње. Све зависи од тога да ли примећујеш такве ствари, и да ли можеш да их адаптираш”. Такође је рекао да се не брине око тога шта читаоци желе, него да просто црта приче које су њему интересантне, као и да, упркос томе што многи сматрају да је манга стил једноставан, он придаје много пажње цртању изразе лица и емоција, тврдећи да никад не црта „два иста израза”.
Што се тиче његовог процеса склапања приче, Урасава је рекао „Када започнем нови пројекат, кренем од највећег дела приче. У глави креирам филмски трејлер за ту причу, и када то урадим постоји тренутак кад се толико унесем, да просто морам да је нацртам. И онда се упитам одакле би требало да започнем причу? То обично буде почетак”. Не планира причу унапред, тврдећи да му прича говори где жели да иде, и да ако прича не изненађује чак и њега, онда не може да настави да је прави.
Такође на одређује распоред странице унапред. Толико дуго црта манге да, како каже, само прати своје инстинкте: „Када почнем да конструишем причу, велико питање је темпо — развијање лика из тренутка у тренутак па прелазак у велики цртеж — како одредити када се шта дешава? То је мени као дисање — Осетим кад је добро”.
Урасава често истовремено ради на два серијала. Углавном сарађује са уредником и аутором Такашијем Нагасакијем, до те мере да Нагасакија називају његовим „продуцентом”. Нагасаки је био његов први уредник. Иако су наставили сарадњу чак и након што је Нагасаки почео самостално да ради, ретко се друже ван посла. Са изузетком његовог најновијег дела из 2018. Асадора!, ниједна од његових манги нису легално доступне у дигиталном формату. Аутор је рекао да преферира физичке копије.

## Музика
Урасава је такође и музичар. Према његовом мишљењу „пуно уметника се двоуме да ли ће да буду мангаке или рокери, тако да су та два појма повезана, постали су синоними!”. Урасава је почео да свира гитару крајем основне школе, а инспирисали су га фолк рок певачи Такуро Јошида и Боб Дилан.
Под уметничким именом „Боб Ленон,” написао је и извео песму Kenji no Uta (ケンヂの歌, „Кенџијева песма”), коју је продавао као додатак уз специјално издање једанестог тома манге Дечаци 20. века 2002. године. Објавио је свој први сингл Tsuki ga Tottemo... (月がとっても…, „Пуно те волим...”) 4. јуна 2008. и свој први албум Hanseiki no Otoko (半世紀の男, „Човек од пола века”) 29. новембра исте године. Сингл који је садржао ремикс песме Дечак 20. века бенда T. Rex, и Урасавину песму Кенџијева песма изашао је 19. августа 2009 године. Урасава и Мицуру Курамото су написали и извели песму Nigero (逃げろ, „Бежи”) као уводну шпицу за ТВ програм Tsubuyaki Sanshirō ~Ippon Nau!~. У 2012. извео је јапанску верзију Боб Диланове песме „Девојка са севера,” као и песму „Гута лала суда лала” из његовог серијала Дечаци 20. века.
Свој други албум, Mannon (漫音) који је написао и креирао сам, изашао је 2016. године. Написао је демо за песму Kanashiki LA Tengoku (悲しきLA天国) и послао га музичару Мајку Виоли, који је довршио песму и позвао Урасаву у Лос Анђелес да је изведе. Песму су извели Урасава, Виола, бубњар Џим Келтнер, и Мицуру Курамото. Додата је у албум Најбоља дела Мајка Виоле који је објављен 22. јануара 2020. године.